# Rhinocolura championi
Rhinocolura championi är en insektsart som först beskrevs av Fowler 1904.  Rhinocolura championi ingår i släktet Rhinocolura och familjen vedstritar. Inga underarter finns listade i Catalogue of Life.